# Hemichroa (Plantae)
Hemichroa, monotipski rod trajnica iz porodice štirovki, dio je potporodice Polycnemoideae. Rod je ograničen na Australiju (Južna Australija, Zapadna Australija, Victoria i Tasmanija).

## Sinonimi
- Polycnemum pentandrum (R.Br.) F.Muell. in Nat. Pl. Victoria 1: 162 (1879)